# Krisztinaváros
Krisztinaváros (németül: Christinenstadt) Budapest egyik városrésze az I. és a XII. kerület területén. A Pasaréttől a Tabánig, illetve a Budai-hegység keleti nyúlványaitól a Várig terjedő városrész öt kisebb részre osztható: Belső-Krisztinaváros, Nyugati-Várlejtő, Naphegy, a Vérmező és Városmajor.

## Földrajz

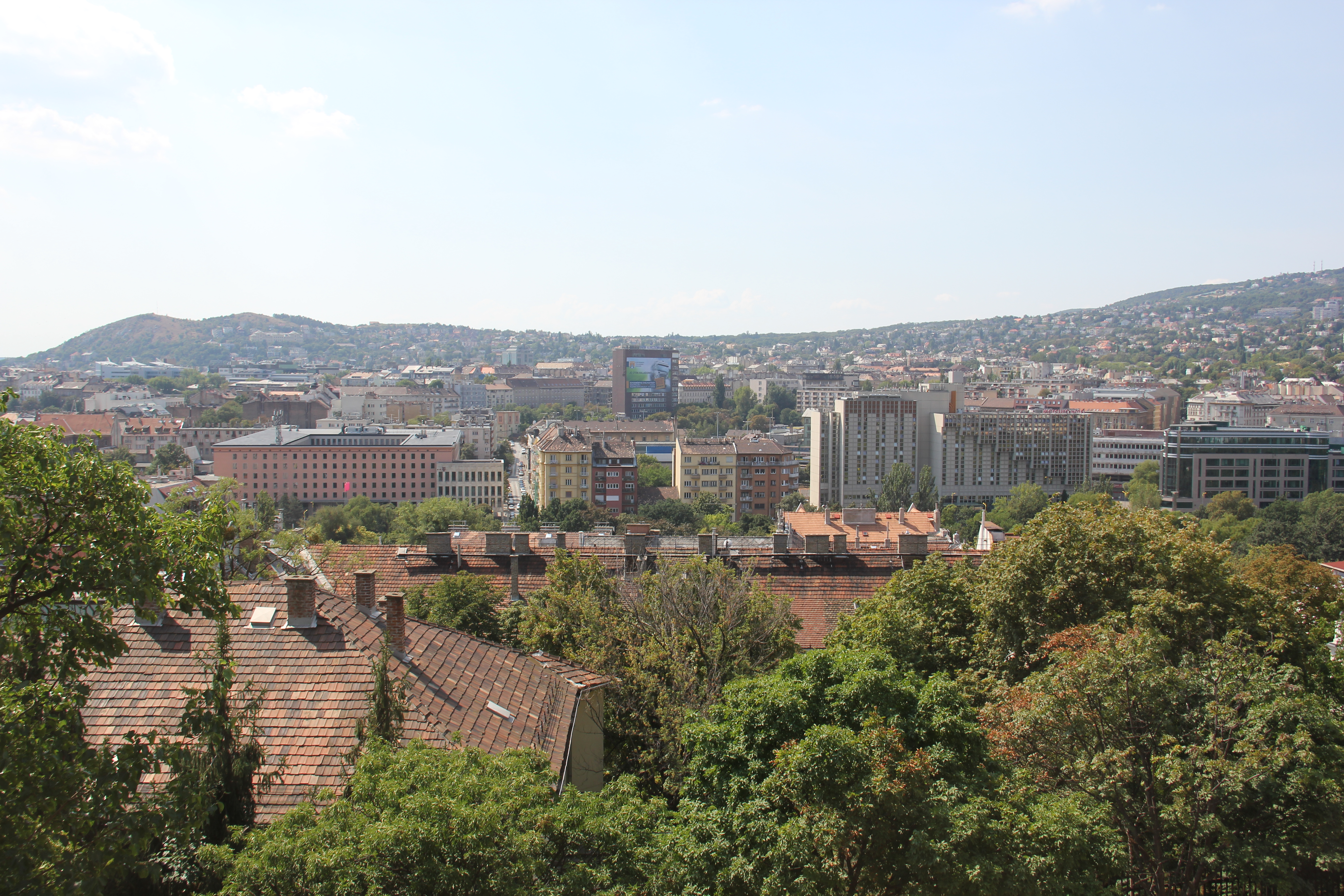
Előtérben a Vérmező, mögötte a Déli pályaudvar, a távolban pedig a Sas-hegy

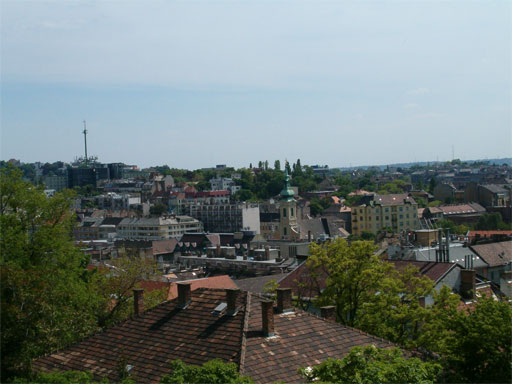
A Naphegy felé tekintve a Budai Várnegyedről

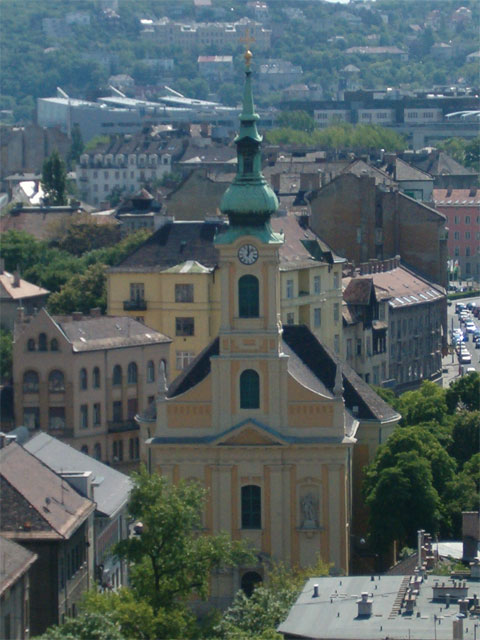
A Krisztinavárosi templom a Várból

A Várhegytől nyugatra, a Tabántól északnyugatra fekszik az Ördög-árok széles völgyében. A pesti oldallal a Széchenyi lánchíd köti össze, amelynek budai hídfőjéhez vezet az Várhegy alatt haladó Alagút.

### Határai
Szilágyi Erzsébet fasor a Városmajor utcától – Széll Kálmán tér – Várfok utca – a várfal a Bécsi kapu nyugati oldalától a Dózsa György tér 9.-ig – Pásztor-lépcső – Gellérthegy utca – Czakó utca – Hegyalja út – Avar utca – Kiss János altábornagy utca – Ugocsa utca – Böszörményi út – Kék-Golyó utca – Ráth György utca – Roskovics utca – Bíró utca – Alma utca – Gaál József út – Határőr út – Városmajor utca a Szilágyi Erzsébet fasorig.

## Történelem

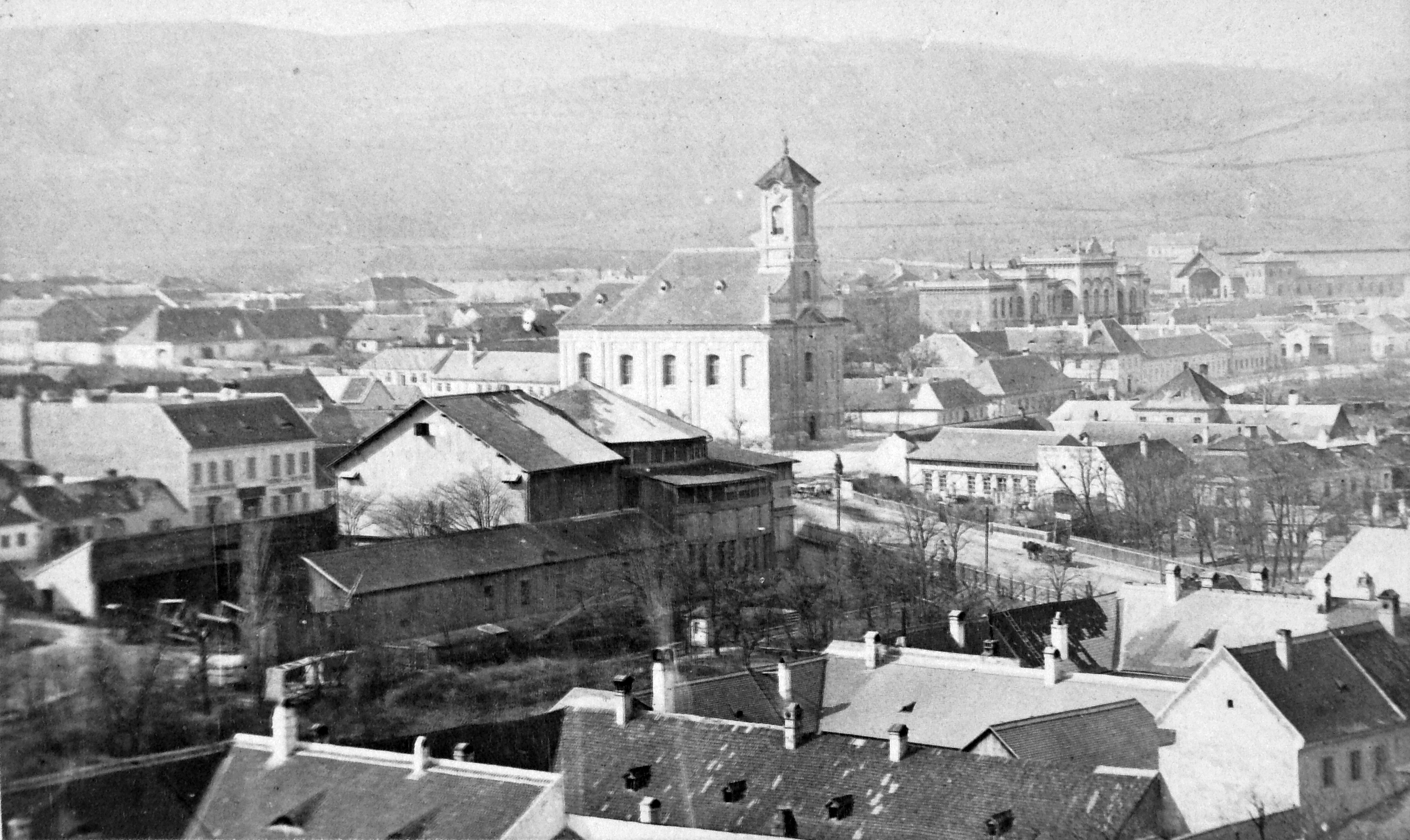
A Krisztinaváros 1875-ben: előtérben a Budai Színkör épülete, középen a Krisztinavárosi Havas Boldogasszony-plébániatemplom, jobbra távolabb az 1856-ban épült Karátsonyi-palota, jobb szélen a Déli pályaudvar

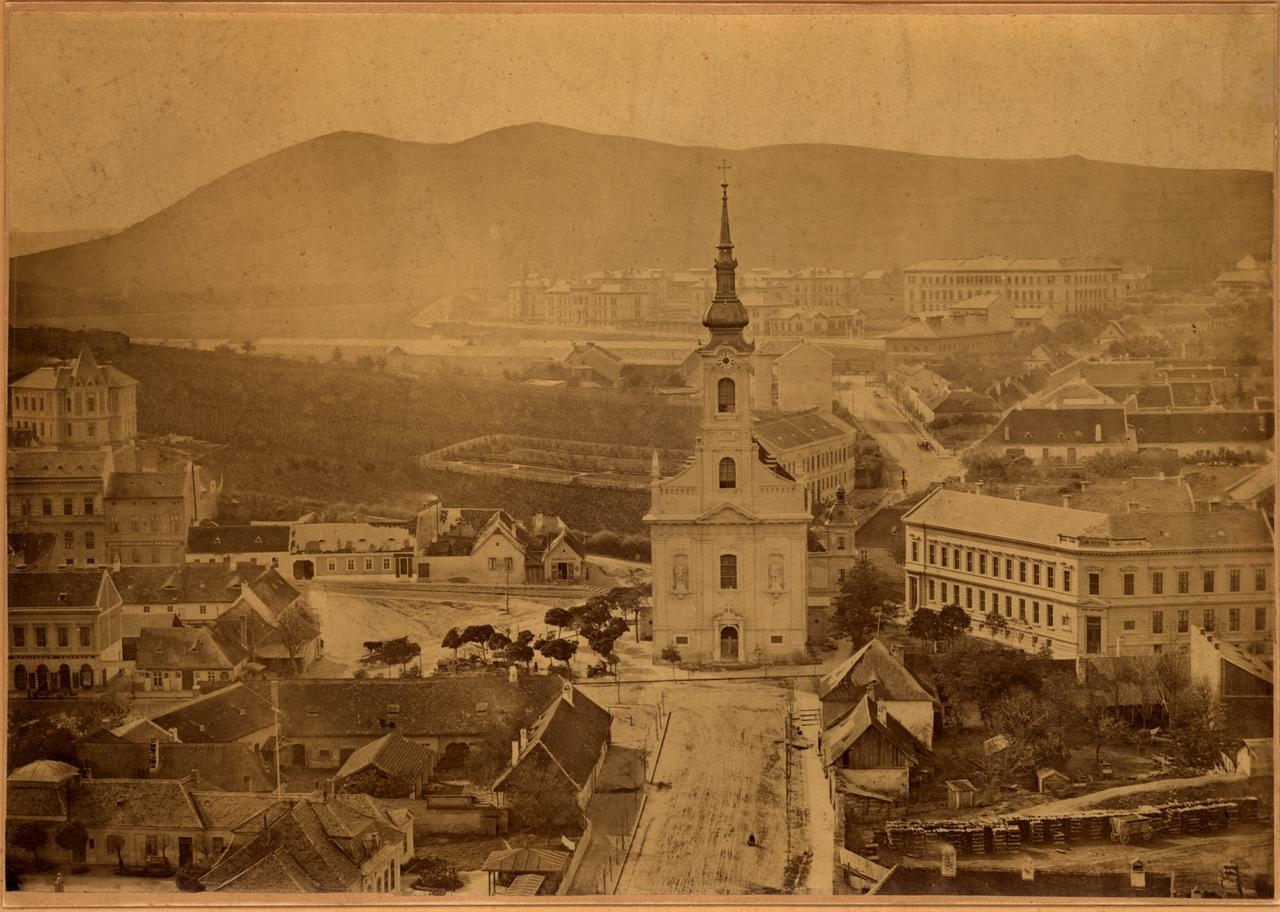
A templom jobb oldalán az 1787-ben alapított iskola épülete

A Nyugati-Várlejtőn, a Vár Logodi- (más néven Zsidó-) kapujának közelében feküdt a középkorban Logod falu. A település a török uralom alatt elpusztult, emlékét a Logodi utca őrzi. Templomának romjai ma is megtalálhatók az Attila út fölött.
A Várhegy alatti városrész, amely egykor a budai hegyvidék nagy részét magába foglalta, csak mezőgazdasági művelés alatt állt a 18. század végéig, mivel hadászati okokból megtiltották állandó épületek emelését ezen a területen. Egyedül a Francin Péter kéményseprő által emelt kápolna (a mai Havas Boldogasszony-templom elődje) állt itt. 1769-ben Mária Krisztina főhercegnő, Mária Terézia leánya, Albert Kázmér szász–tescheni hercegnek, Magyarország helytartójának a felesége érte el, hogy ezt a tilalmat feloldják – hálából az ő nevét kapta a terület.

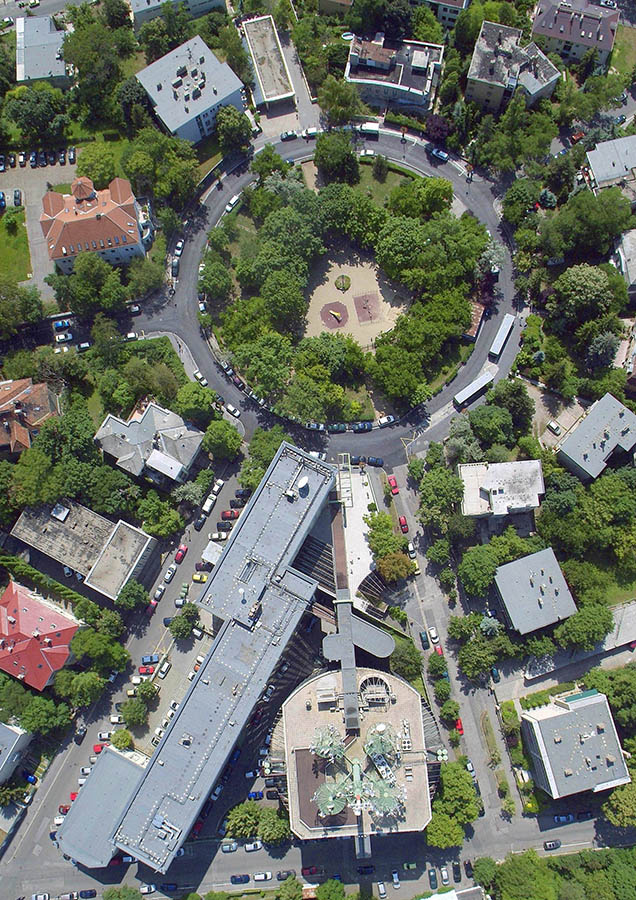
A Naphegy-tér légifelvétele

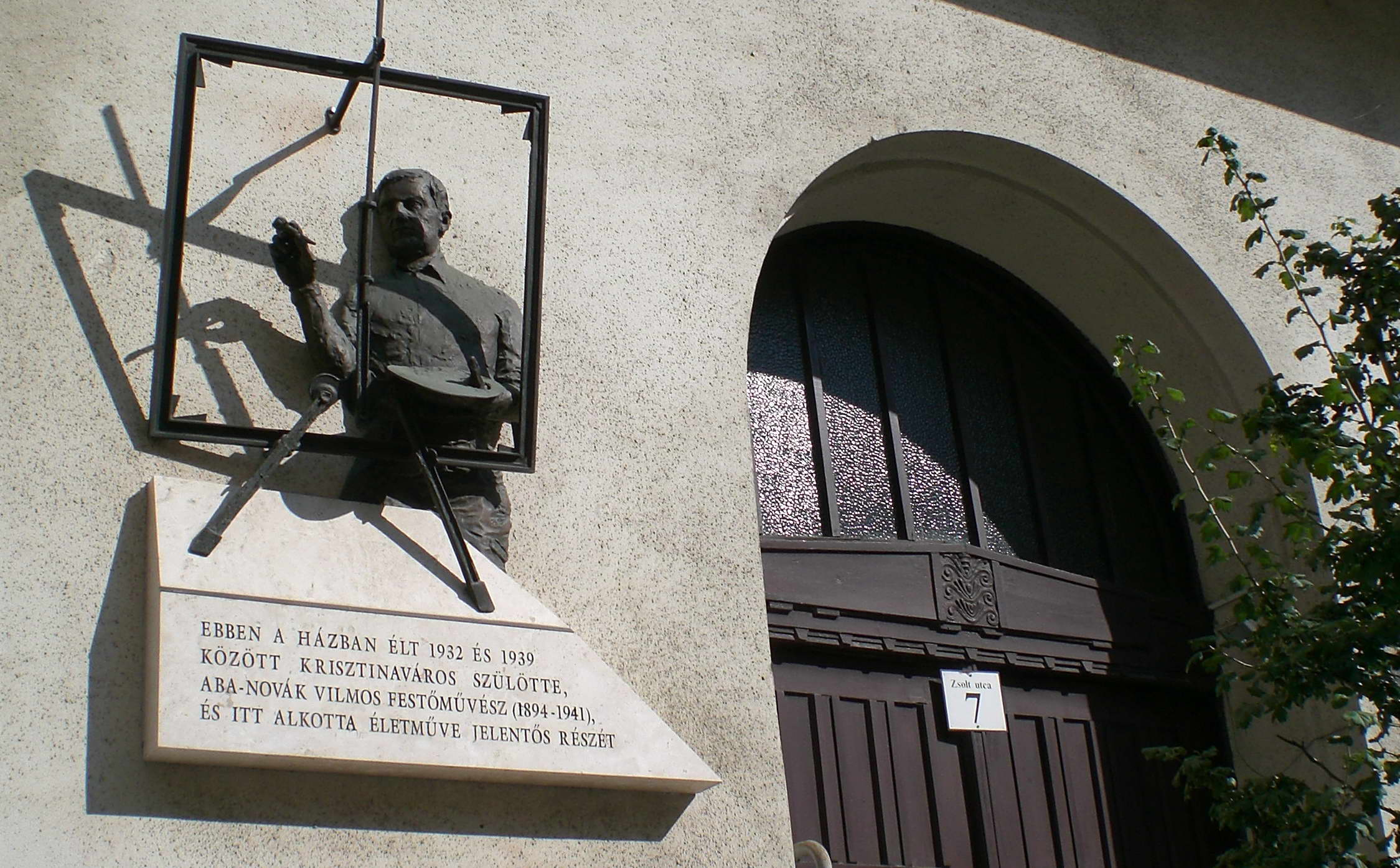
Aba-Novák Vilmos Budapest, Zsolt utca 7.

Krisztinaváros területe a 18. század végétől kezdve folyamatosan beépült. 1787-ben létrehozták a Krisztina Téri Iskolát. 1842-ben a mai Horváth-kertben megalakult a Budai Színkör. Az Alagút 1856-os megépülése Pest felé is megteremtette a városrész kapcsolatát. A hajdani külváros az 1873-as egyesítés óta Budapest része.

## Látnivalók
Említésre méltó műemléke a copf stílusban épült Krisztinavárosi plébániatemplom. Itt tartotta esküvőjét 1836-ban gróf Széchenyi István és 1857-ben Semmelweis Ignác. További nevezetessége, hogy 1940-ben a szentély görgőkre helyezésével és eltolásával tették lehetővé a kereszthajó megépítését és a templom bővítését.
A modern építészet egyik jelentős alkotása az Árkay Aladár és fia, Árkay Bertalan építette vasbeton szerkezetű Városmajori Jézus Szíve plébániatemplom (1932–1933) és harangtorony (1937).

## Közlekedés
A Krisztinavárosban található a Déli pályaudvar, melynek megközelítése a 17-es, az 56-os, az 56A, az 59-es, az 59A, az 59B és a 61-es jelzésű villamossal, a 21-es, a 21A, a 39-es, a 102-es, a 139-es, a 140-es, a 140A, a 221-es, 960-as és a 990-es busszal, valamint az M2-es metróval lehetséges. Ezenkívül a városrész szélén található a Széll Kálmán tér, ami Budapest egyik legforgalmasabb tömegközlekedési csomópontja.
Főbb útvonalak:
- Attila út
- Krisztina körút

## Kultúra
- Tabán mozi
- Krisztinavárosi könyvtár

## Személyek
- Itt hunyt el Csontváry Kosztka Tivadar (1853–1919) festőművész
- Itt hunyt el Kosztolányi Dezső (1885–1936) író, költő
- Itt élt Márai Sándor (1900–1989) író
- Itt élt Roszmusz András (1944–2013) gépészmérnök, cserkésztiszt